# Zico
Pour les articles homonymes, voir Zico (homonymie).
Arthur Antunes Coimbra, dit Zico, né le 3 mars 1953 à Rio de Janeiro (Brésil), est un footballeur international brésilien, qui évolue longuement au poste de milieu offensif au sein du Flamengo.
Surnommé le Pelé Blanc, il est considéré comme un des meilleurs footballeurs brésiliens de l'Histoire et comme l'un des meilleurs joueurs de sa génération.
Zico joue la majeure partie de sa carrière à Flamengo ou il devient une véritable légende, impressionnant par ses dribbles dévastateurs et ses nombreux buts. Il termine sa carrière au Japon après un deuxième passage au sein du club carioca. 
Sélectionné 71 fois officiellement avec le Brésil, il porte le maillot auriverde lors de trois coupes du mondes (1978, 1982 et 1986) et inscrit plus de 40 buts (officiel) pour son pays.

## Biographie

### Jeunesse
D’origine modeste, Zico passe sa jeunesse dans le quartier de Quintino (Rio de Janeiro). Sa famille est originaire du Portugal. En effet, ses parents sont Portugais natifs de la ville de Viseu, située dans le centre du pays mais l'ont quitté pour s'installer au Brésil, ancienne colonie portugaise, avant sa naissance. D'ailleurs, Zico possède la nationalité portugaise.
Il fait partie d’une famille de footballeurs, son père était gardien de but et un fidèle adepte du Sporting Clube de Portugal, un club qui reste très important aux yeux de Zico.
Trois de ses frères ont fait aussi une carrière professionnelle, dont notamment Edu qui fut le plus grand joueur de l'histoire de l'América F.C., ayant été appelé 54 fois par l'équipe nationale du Brésil.

### Joueur

#### En club

Zico au Flamengo.

Comme tous les jeunes Brésiliens, il a joué très jeune au football puis il a eu l’occasion de passer un test pour le club de Flamengo, c’est ainsi que sa carrière de future vedette du football mondial a commencé.
Sa carrière avec le club de Flamengo a débuté en 1973. On le surnommait « Galinho de Quintino ». Zico a joué principalement pour le club de CR Flamengo, mais il a effectué aussi un court passage dans le championnat italien de série A à Udinese.
Zico a permis au club de Flamengo d’atteindre les sommets au Brésil et en Amérique du Sud avec, entre autres, en 1981 une victoire dans la Copa Libertadores, la coupe intercontinentale en 1981 et 4 titres de champion du Brésil.
Il fut transféré pendant 2 ans, de 1983 à 1985 au club d’Udinese, en Italie, ce qui a permis à ce club de bien progresser dans la série A, mais sans gagner de titre. Le montant du transfert était estimé à 6 millions de dollars.
Par la suite il retourna à son club d’origine de CR Flamengo, mais avec moins de réussite car sa carrière fut alors perturbée par plusieurs blessures.
En 1987 il permit à CR Flamengo de gagner un nouveau titre de champion du Brésil, le quatrième pour lui.

#### En équipe nationale
Il fit ses débuts avec l'équipe du Brésil en 1976 et joua jusqu'en 1988.
Zico a cumulé 88 sélections en équipe du Brésil (dont 72 officielles) et a marqué 66 buts (52 officiels). Il a participé aux Coupes du monde en 1978, 1982 et 1986.
Sa carrière sera aussi marquée par un penalty manqué en cours d'un match d'anthologie contre l'équipe de France à Guadalajara (Mexique) en quart de finale de la Coupe du monde 1986. Alors qu’il y avait égalité au score (1-1), Zico a manqué le penalty qui aurait permis la qualification du Brésil en demi-finale (le score étant de parité en fin de match, les équipes ont été départagées par une séance de tirs au but, Zico a tiré de nouveau et a marqué, contrairement à un autre illustre joueur brésilien, Sócrates qui a échoué et a ainsi contribué à l’échec du Brésil contre la France).

### Carrière d'entraîneur et dirigeant
Lorsque la carrière de Zico a pris fin, en 1989 pour ce qui concerne l’équipe du Brésil et en 1990 avec le club de CR Flamengo, il devint le 1er directeur général au Secrétariat National du sport Brésilien en 1990. Cette reconversion démontrait toute la confiance et l’admiration dont il bénéficiait au Brésil. Sa contribution principale fut la législation de l’activité sportive dans un domaine où les équipes sont davantage gérées comme des associations et non pas comme des clubs professionnels.
Par la suite, il eut une mission encore plus importante puisqu’il prit pratiquement en charge l’implantation du football au Japon, en tant que directeur technique, entraîneur et joueur. À partir de 1991, il développa l’équipe des Kashima Antlers qui fut promue de 2e division en (première) Ligue J.
Sa carrière de joueur terminée en 1994, il devint directeur technique des Kashima Antlers (entraineur en 1999). À noter que le stade de Kashima avait été retenu pour la Coupe du monde 2002.
En parallèle, Zico créa en 1995 son propre club au Brésil : Clube de Futebol Zico (Zico Football Club).
En mars 1998, Zico est désigné adjoint de Mário Zagallo, le sélectionneur brésilien, pour la Coupe du monde en France.
En juillet 2002, Zico est devenu sélectionneur de l’équipe du Japon, il permit à l’équipe du Japon de gagner la Coupe d'Asie 2004 (la 3e pour le Japon) et de se qualifier pour la Coupe du monde 2006.
Après avoir démissionné de son poste à la suite de l'élimination précoce de l'équipe nationale japonaise lors de ce tournoi, Zico signa un contrat de deux ans avec le club turc de Fenerbahce, contrat qu'il ne prolongea pas à l'issue de la saison 2007-2008, malgré un titre de Champion de Turquie et un parcours historique sur la scène européenne, portant le club en quart de finale de la ligue des champions pour la première fois de son histoire.
Le 23 septembre 2008, Bruno Noves, son agent, annonce qu'il a été engagé par le club ouzbèke du FC Bunyodkor où il retrouve ses compatriotes Rivaldo et Luizao.
Le 10 janvier 2009, il prend en main le CSKA Moscou où il sera payé trois millions d'euros par an. Mais en manque de résultats (le CSKA est troisième, à dix longueurs du leader Rubin Kazan), il est licencié à l'amiable le 10 septembre 2009 et remplacé par Juande Ramos. Il ne sera resté que 8 mois à Moscou.
Le 17 septembre 2009, il est recruté par l'Olympiakos Le Pirée. Malgré un parcours louable, Zico est remercié par les dirigeants de l'Olympiakos le 19 janvier 2010 alors que l'équipe ne pointait qu'à sept longueurs du premier et grand rival, le Panathinaïkos. L'équipe était également encore en course en ligue des champions. Les Rouges allaient rencontrer les Girondins de Bordeaux en huitième de finale de cette même compétition.
En juin 2010, il devient directeur sportif de Flamengo. Accusé fin septembre par le président du conseil fiscal du club de transactions financières suspectes, il prend la décision de quitter le club, englué dans la zone rouge en championnat.

## Le style de Zico
Il occupait le poste de milieu offensif, avec le numéro 10, son jeu des deux pieds lui permettait de distribuer efficacement le ballon vers ses partenaires de l’attaque. Zico était aussi un très bon dribbleur sur les petits et grands espaces et faisait preuve d'une grande justesse technique. C’était aussi un très bon organisateur du jeu de son équipe et un excellent tireur de coups francs.

## Statistiques
| Saison                | Club                  | Championnat           | Championnat | Championnat | Coupe(s) nationale(s) | Coupe(s) nationale(s) | Compétition(s) continentale(s) | Compétition(s) continentale(s) | Compétition(s) continentale(s) | Ligue régionale | Ligue régionale | Total | Total |
| Saison                | Club                  | Division              | M.          | B.          | M.                    | B.                    | Comp.                          | M.                             | B.                             | M.              | B.              | M.    | B.    |
| 1971                  | CR Flamengo           | Série A               | 15          | 2           | -                     | -                     | -                              | -                              | -                              | 2               | 0               | 17    | 2     |
| 1972                  | CR Flamengo           | Série A               | 4           | 0           | -                     | -                     | -                              | -                              | -                              | 2               | 0               | 6     | 0     |
| 1973                  | CR Flamengo           | Série A               | 26          | 8           | -                     | -                     | -                              | -                              | -                              | 9               | 0               | 35    | 8     |
| 1974                  | CR Flamengo           | Série A               | 19          | 12          | -                     | -                     | -                              | -                              | -                              | 27              | 19              | 46    | 31    |
| 1975                  | CR Flamengo           | Série A               | 27          | 10          | -                     | -                     | -                              | -                              | -                              | 30              | 30              | 57    | 40    |
| 1976                  | CR Flamengo           | Série A               | 20          | 14          | -                     | -                     | -                              | -                              | -                              | 26              | 18              | 46    | 32    |
| 1977                  | CR Flamengo           | Série A               | 18          | 10          | -                     | -                     | -                              | -                              | -                              | 29              | 27              | 47    | 37    |
| 1978                  | CR Flamengo           | Série A               | -           | -           | -                     | -                     | -                              | -                              | -                              | 22              | 19              | 22    | 19    |
| 1979                  | CR Flamengo           | Série A               | 8           | 5           | -                     | -                     | -                              | -                              | -                              | 17+26           | 26+34           | 51    | 65    |
| 1980                  | CR Flamengo           | Série A               | 19          | 21          | -                     | -                     | -                              | -                              | -                              | 25              | 14              | 44    | 35    |
| 1981                  | CR Flamengo           | Série A               | 9           | 3           | -                     | -                     | CL                             | 13                             | 11                             | 33              | 25              | 55    | 39    |
| 1982                  | CR Flamengo           | Série A               | 23          | 21          | -                     | -                     | CL                             | 4                              | 2                              | 22              | 21              | 49    | 44    |
| 1983                  | CR Flamengo           | Série A               | 25          | 17          | -                     | -                     | CL                             | 4                              | 3                              | -               | -               | 29    | 20    |
| Sous-total            | Sous-total            | Sous-total            | 213         | 121         | 0                     | 0                     | -                              | 21                             | 16                             | 270             | 233             | 504   | 370   |
| 1983-1984             | Udinese               | Serie A               | 24          | 19          | 9                     | 5                     | -                              | -                              | -                              | -               | -               | 33    | 24    |
| 1984-1985             | Udinese               | Serie A               | 15          | 3           | 5                     | 3                     | -                              | -                              | -                              | -               | -               | 20    | 6     |
| Sous-total            | Sous-total            | Sous-total            | 39          | 22          | 14                    | 8                     | -                              | 0                              | 0                              | 0               | 0               | 53    | 30    |
| 1985                  | CR Flamengo           | Série A               | 3           | 1           | -                     | -                     | -                              | -                              | -                              | 3               | 2               | 6     | 3     |
| 1986                  | CR Flamengo           | Série A               | -           | -           | -                     | -                     | -                              | -                              | -                              | 4               | 3               | 4     | 3     |
| 1987                  | CR Flamengo           | Série A               | 12          | 5           | -                     | -                     | -                              | -                              | -                              | 5               | 1               | 17    | 6     |
| 1988                  | CR Flamengo           | Série A               | 14          | 4           | -                     | -                     | -                              | -                              | -                              | 11              | 2               | 25    | 6     |
| 1989                  | CR Flamengo           | Série A               | 8           | 2           | 7                     | 2                     | SL                             | 1                              | 0                              | 7               | 2               | 23    | 6     |
| Sous-total            | Sous-total            | Sous-total            | 37          | 12          | 7                     | 2                     | -                              | 1                              | 0                              | 30              | 10              | 75    | 24    |
| 1991-1992             | Kashima Antlers       | JSL                   | 22          | 21          | 2                     | 1                     | -                              | -                              | -                              | -               | -               | 24    | 22    |
| 1992                  | Kashima Antlers       | J.League              | -           | -           | 12                    | 7                     | -                              | -                              | -                              | -               | -               | 12    | 7     |
| 1993                  | Kashima Antlers       | J.League              | 16          | 9           | 7                     | 3                     | -                              | -                              | -                              | -               | -               | 23    | 12    |
| 1994                  | Kashima Antlers       | J.League              | 7           | 5           | -                     | -                     | -                              | -                              | -                              | -               | -               | 7     | 5     |
| Sous-total            | Sous-total            | Sous-total            | 45          | 35          | 21                    | 11                    | -                              | 0                              | 0                              | 0               | 0               | 66    | 46    |
| Total sur la carrière | Total sur la carrière | Total sur la carrière | 334         | 190         | 42                    | 21                    | -                              | 22                             | 16                             | 300             | 243             | 698   | 470   |

### En sélection nationale
| Saison                | Sélection             | Phases finales        | Phases finales | Phases finales | Éliminatoires CDM | Éliminatoires CDM | Matchs amicaux | Matchs amicaux | Total | Total |
| Saison                | Sélection             | Compétition           | M              | B              | M                 | B                 | M              | B              | M     | B     |
| --------------------- | --------------------- | --------------------- | -------------- | -------------- | ----------------- | ----------------- | -------------- | -------------- | ----- | ----- |
| 1975-1976             | Brésil                | -                     | -              | -              | -                 | -                 | 8              | 5              | 8     | 5     |
| 1976-1977             | Brésil                | -                     | -              | -              | 3                 | 5                 | 5              | 2              | 8     | 7     |
| 1977-1978             | Brésil                | Coupe du monde 1978   | 6              | 1              | -                 | -                 | 5              | 2              | 11    | 3     |
| 1978-1979             | Brésil                | Copa América 1979     | 3              | 2              | -                 | -                 | 2              | 3              | 5     | 5     |
| 1979-1980             | Brésil                | -                     | -              | -              | -                 | -                 | 3              | 2              | 3     | 2     |
| 1980-1981             | Brésil                | -                     | -              | -              | 4                 | 5                 | 8              | 6              | 12    | 11    |
| 1981-1982             | Brésil                | Coupe du monde 1982   | 5              | 4              | -                 | -                 | 8              | 5              | 13    | 9     |
| 1982-1983             | Brésil                | Copa América 1983     | -              | -              | -                 | -                 | 1              | 0              | 1     | 0     |
| 1984-1985             | Brésil                | -                     | -              | -              | 4                 | 1                 | 1              | 2              | 5     | 3     |
| 1985-1986             | Brésil                | Coupe du monde 1986   | 3              | 0              | -                 | -                 | 2              | 3              | 5     | 3     |
| Total sur la carrière | Total sur la carrière | Total sur la carrière | 17             | 7              | 11                | 11                | 43             | 30             | 71    | 48    |

## Palmarès

### Joueurs

#### Collectif
Brésil
- 71 sélections et 48 buts avec l'équipe du Brésil entre 1976 et 1986
- Vainqueur du Tournoi pré-olympique en 1971
- Vainqueur de la Copa Roca en 1976
- Vainqueur de la Copa Oswaldo Cruz en 1976
- Vainqueur de la Copa Rio Branco en 1976
- Vainqueur de la Coupe de l’Atlantique en 1976
- Troisième de la Coupe du monde en 1978
- Troisième de la Copa América en 1979

#### Brésil de beach soccer
- Vainqueur de la Coupe du monde de beach soccer en 1995

Flamengo
- Vainqueur de la Coupe intercontinentale en 1981
- Vainqueur de la Copa Libertadores en 1981
- Vainqueur du Championnat du Brésil en 1980, 1982, 1983  et 1987
- Vainqueur du Championnat de Rio de Janeiro en 1972, 1974, 1978, 1979, (Tournoi supplémentaire), 1981 et 1986
- Vainqueur de la Coupe Guanabara en 1972, 1973, 1978, 1979, 1980, 1981, 1982, 1988 et 1989
- Vainqueur de la Coupe de Rio en 1983, 1985 et 1986
- Vainqueur de la Coupe Kirin en 1988

## Distinctions personnelles
- Meilleur buteur de l’histoire du Flamengo (394 buts)
- Bola de Ouro du meilleur joueur du championnat du Brésil en 1974 et 1982
- Meilleur joueur mondial  Placar (Brésil), Guerin Sportivo (Italie), El Mundo (Venezuela), Don Balón (Espagne) en 1981
- Nommé dans l'équipe type (Bola de Prata) du championnat du Brésil en 1974,1975,1977,1982 et1987
- Meilleur buteur du championnat de Rio de Janeiro en 1975 (30 buts), 1977 (27 buts), 1978 (19 buts), 1979 (26 buts+34 buts), 1982 (21 buts)
- Élu Meilleur footballeur sud-américain de l'année en 1977, 1981 et 1982
- Meilleur buteur du championnat du Brésil en 1980 (21 buts) et 1982 (21 buts)
- Élu meilleur joueur du championnat du Brésil en 1980, 1982, 1983
- Élu révélation du championnat du Brésil en 1974
- Élu meilleur joueur de la Coupe intercontinentale en 1981
- 3e meilleur buteur de la Coupe du Monde en 1982 (4 buts)
- Meilleur buteur Copa Libertadores en 1981 (11 buts)
- Meilleur joueur de la Copa Libertadores en 1981
- Meilleur buteur du championnat du Japon en 1992 (21 buts)
- Nommé dans l'équipe type du tournoi de la Coupe du Monde en 1982
- Nommé au FIFA 100 en 2004
- Ordre du mérite de la FIFA en 1996
- Élu parmi les "légendes" du foot par Golden Foot en 2006
- Intronisé au Hall of Fame du football brésilien
- Meilleur joueur du championnat d'Italie en 1984
- Joueur de l'année aux World Soccer Awards en 1983
- 3e Meilleur joueur du monde World Soccer en 1984
- Meilleur joueur de la Coupe du monde de beach soccer en 1995
- Meilleur buteur de la Coupe du monde de beach soccer en 1995
- 14e Meilleur joueur de football du XXe siècle selon l'IFFHS en 2000
- Septième joueur sud-américain du XXe siècle, a élu par (IFFHS) en 1999
- Troisième plus grand joueur brésilien du XXe siècle, a élu par (IFFHS) en 1999
- Hall of fame FIFA en 2000

### Entraîneur
Japon
- Vainqueur de la Coupe d'Asie des nations en 2004
- Vainqueur de la Coupe Kirin en 2004

Fenerbahçe
- Vainqueur du Championnat de Turquie en 2007
- Vainqueur de la Supercoupe de Turquie en 2007

Bunyodkor
- Vainqueur de la Coupe d'Ouzbékistan en 2008

CSKA Moscou
- Vainqueur de la Coupe de Russie en 2009
- Vainqueur de la Supercoupe de Russie en 2009